# Micragrella sanguiceps
Micragrella sanguiceps là một loài bướm đêm thuộc phân họ Arctiinae, họ Erebidae.